# Wola Mała (województwo lubelskie)
Wola Mała – wieś w Polsce położona w województwie lubelskim, w powiecie biłgorajskim, w gminie Biłgoraj.
Wola Mała leży przy drodze powiatowej nr 2922L (Biłgoraj – Wolaniny). Przez miejscowość przebiega także lokalna droga asfaltowa, wiodąca do sąsiedniej wsi Wola Duża. 
Wieś wchodzi w skład sołectwa Wola Duża, Wola Mała, Teodorówka w gminie Biłgoraj.
Wieś jest otoczona lasami Puszczy Solskiej i znajduje się na wschodnich obrzeżach Biłgoraja, około 1km od dzielnicy Rapy. 
Wola Mała była częścią miejscowości Woli. Zlokalizowany był tutaj młyn i tartak, wchodzące w skład folwarku Teodorów. We wsi znajduje się drewniana gajówka z 1890 wieku oraz kapliczka domkowa. Stoi tu także pomnik przyrody: dąb szypułkowy o obwodzie 460 cm i wysokości 22 m. Przez wieś wiedzie szlak turystyczny pieszy "Roztoczański" i rowerowy "Pogranicze Regionów Wzgórze Polak".
W latach 1975–1998 miejscowość należała administracyjnie do województwa zamojskiego.